# Forte de Nossa Senhora de Nazaré de Alcobaça
O forte de Nossa Senhora de Nazaré de Alcobaça localizava-se à margem esquerda do rio Tocantins, atual cidade de Tucuruí, no interior do estado do Pará, no Brasil.

## História
Aires de Casal menciona um forte nesta localidade, sem maiores detalhes (Corografia Brasílica. 1817. Tomo II, p. 266. apud SOUZA, 1885:68).
O vigésimo-terceiro Governador e Capitão-general da Capitania do Grão-Pará e Rio Negro, José de Nápoles Telo de Meneses, em 1780, determinou fundar a povoação de Nossa Senhora de Nazaré de Alcobaça, juntamente com um forte de faxina para a sua defesa. As obras da povoação e forte ficaram a cargo do Major Engenheiro João Vasco Manoel de Braun, tendo este último ficado artilhado com seis peças de pequeno calibre. (OLIVEIRA, 1968:747) Artur Viana refere que esses estabelecimentos tinham as finalidades de coibir o contrabando de ouro por aquela via fluvial, impedir a fuga de escravos de Cametá para o Sul e afugentar os indígenas Timbiras, Carajás, Apinajés, Gaviões e outros, que assolavam aquele trecho do rio (OLIVEIRA, 1968:748).
Em 1797 o governador Francisco de Sousa Coutinho determinou ao Alferes Joaquim José Máximo, demolisse o forte de Alcobaça, reunisse os seus habitantes com os de São Bernardo e e fundasse nova povoação para servir de Registro, e que foi São João do Araguaia, junto à Cachoeira de Itaboca. (OLIVEIRA, 1968:748). Ali seria fundada uma Colônia Militar (ver Forte da Cachoeira de Itaboca) (GARRIDO, 1940:30).